# アダムズ島 (カナダ)
アダムズ島 (英語: Adams Island, イヌイット語: Tuujjuk) は、カナダ、ヌナブト準州のクィキクタアルク地域にある無人島。島は、北極諸島のバフィン島海岸北東沖のバフィン湾に位置する。近隣には、デクスティリティ島（北東）、バフィン島（東）、トロムソ・フィヨルド（南）、ピーターソン入り江（西）、バーゲセン島（北西）がある。
アダムズ島は、ラトクリフ・アームによって東西に分けられ、不規則な形をしている。島内の山脈は高さ800 m (2,600 ft)あり、海岸線は急な傾斜が続く。島の面積は267 km2 (103 sq mi)で、長さは30.55キロメートル (18.98 mi)、幅は18キロメートル (11 mi)から22キロメートル (14 mi)ある。